# 森雅子 (神話学者)
森雅子（もり まさこ、1940年 - ）は、東洋史学・比較神話学者、博士（史学・慶應義塾大学）。中央大学兼任講師。

## 経歴

### 学歴
- 1961年 青山学院女子短期大学文科（英米文学）卒業
- 1975年 慶應義塾大学文学部通信教育課程卒業[3]
- 1986年 慶應義塾大学大学院文学研究科史学専攻（東洋史学分野）修士課程修了
- 1992年 慶應義塾大学大学院文学研究科史学専攻（東洋史学分野）博士課程単位取得退学
- 2000年 博士（史学・慶應義塾大学）取得。（博士論文：「比較神話学試論 古代オリエントと中国」[4]）

## 著書

### 単著
- 『西王母の原像―比較神話学試論』（慶應義塾大学出版会、2005）
- 『神女列伝―比較神話学試論2』（慶應義塾大学出版会、2013）

### 共著
- 『中国の民話』（大日本絵画、1981 伊藤清司編）
- 『世界女神大事典』（原書房、2015 松村一男、森雅子、沖田瑞穂編）

### 訳著
- S・N・クレーマー『聖婚 古代シュメールの信仰・神話・儀礼』（新地書房 1989 小川英雄共訳）
- ジョン・グレイ『オリエント神話』（青土社 1993）
- 張光直『古代中国社会―美術・神話・祭祀』（東方書店、1994 伊藤清司、市瀬智紀共訳）
- アン・ベアリング、ジュールズ・キャシュフォード『図説世界女神大全1-2』（原書房、2007 藤原達也共訳）